# Boks na Igrzyskach Imperium Brytyjskiego i Wspólnoty Brytyjskiej 1966
Boks na Igrzyskach Imperium Brytyjskiego i Wspólnoty Brytyjskiej w 1966 – 8. edycja zawodów bokserskich, w których wzięli udział zawodnicy ze Wspólnoty Brytyjskiej. Boks na Igrzyskach Imperium Brytyjskiego i Wspólnoty Brytyjskiej trwał od 4 do 13 sierpnia 1966, a uczestnicy rywalizowali w 10 kategoriach wagowych.

## Medaliści
| Kat. wagowa                      |                 |                  |                                |
| -------------------------------- | --------------- | ---------------- | ------------------------------ |
| Waga musza (– 51 kg)             | Sulley Shittu   | Kenneth Campbell | John Rakowski Frank Scott      |
| Waga kogucia (– 54 kg)           | Eddie Ndukwu    | Darryl Norwood   | Brian Kendall Nderu Mwaura     |
| Waga piórkowa (– 57 kg)          | Philip Waruinge | Pat Maguire      | Amos Ajao Harold West          |
| Waga lekka (– 60 kg)             | Anthony Andeh   | Ron Thurston     | Stephen Baraza Samuel Lockhart |
| Waga lekkopółśrednia (– 63,5 kg) | Jim McCourt     | Aaron Popoola    | Ray Maguire Alex Odhiambo      |
| Waga półśrednia (– 67 kg)        | Eddie Blay      | Bobby Arthur     | Frank Young Andy Peace         |
| Waga lekkośrednia (– 71 kg)      | Mark Rowe       | Tom Imrie        | Nojim Maiyegun Robert Okine    |
| Waga średnia (– 75 kg)           | Joe Darkey      | Arthur Trout     | Matthias Ouma John Turpin      |
| Waga półciężka (– 81 kg)         | Roger Tighe     | Fatai Ayinla     | Dennis Booth Sylvester Hines   |
| Waga ciężka (+ 81 kg)            | Bill Kini       | Adonis Ray       | Danny McAlinden Benson Ocan    |

## Tabela medalowa
| Poz.  | Państwo           |    |    |    | Łącznie |
| 1.    | Ghana             | 3  | 2  | 2  | 7       |
| 2.    | Anglia            | 2  | 2  | 1  | 5       |
| 3.    | Nigeria           | 2  | 1  | 1  | 4       |
| 4.    | Irlandia Północna | 1  | 1  | 3  | 5       |
| 5.    | Kenia             | 1  | 0  | 2  | 3       |
| 6.    | Nowa Zelandia     | 1  | 0  | 1  | 2       |
| 7.    | Jamajka           | 0  | 2  | 2  | 4       |
| 8.    | Australia         | 0  | 1  | 3  | 4       |
| 9.    | Szkocja           | 0  | 1  | 1  | 2       |
| 10.   | Uganda            | 0  | 0  | 3  | 3       |
| 11.   | Kanada            | 0  | 0  | 1  | 1       |
| Razem | Razem             | 10 | 10 | 20 | 40      |